# Регулярный граф
Регуля́рный (одноро́дный) граф — граф, степени всех вершин которого равны, то есть каждая вершина имеет одинаковое количество соседей. Степень регулярности является инвариантом графа и обозначается {\displaystyle r(G)}. Для нерегулярных графов {\displaystyle r(G)} не определено. Регулярные графы представляют особую сложность для многих алгоритмов.
Регулярный граф с вершинами степени {\displaystyle k} называется регулярным графом степени {\displaystyle k}, или {\displaystyle k}‑регулярным.
Регулярные графы степени не больше двух легко классифицировать: 0-регулярный граф состоит из изолированных вершин (нуль-граф), 1-регулярный — из изолированных рёбер, а 2-регулярный — из разрозненных циклов.
3-регулярный граф известен также как кубический.
Сильно регулярный граф есть регулярный граф, для которого существуют такие {\displaystyle \lambda } и {\displaystyle \mu }, что любые две смежные вершины имеют {\displaystyle \lambda } общих соседей и любые две несмежные вершины имеют {\displaystyle \mu } общих соседей. Наименьшие графы, которые регулярны, но не сильно регулярны — циклический граф и циркулянтный граф на шести вершинах.
Полный граф {\displaystyle K_{m}} является сильно регулярным для любого {\displaystyle m}.
Теорема Нэш-Вильямса гласит, что каждый k‑регулярный граф на 2k + 1 вершинах имеет гамильтонов цикл.

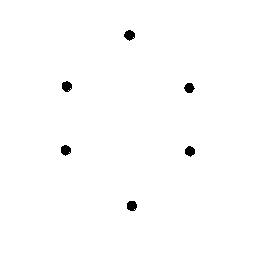
0-регулярный граф
1-регулярный граф
2-регулярный граф
3-регулярный граф
Ещё один 3-регулярный граф — граф Петерсена

## Алгебраические свойства
Пусть A есть матрица смежности графа. Тогда граф регулярен тогда и только тогда, когда {\displaystyle {\textbf {j}}=(1,\dots ,1)} есть собственный вектор A. Его собственное число будет постоянной степенью графа. Собственные векторы, соответствующие другим собственным числам, ортогональны {\displaystyle {\textbf {j}}}, поэтому для собственных векторов {\displaystyle v=(v_{1},\dots ,v_{n})} мы имеем {\displaystyle \sum _{i=1}^{n}v_{i}=0}.
Регулярный граф степени k связен тогда и только тогда, когда собственное число k имеет единичную кратность.
Другой критерий регулярности и связности графа:
граф связен и регулярен тогда и только тогда, когда матрица J с {\displaystyle J_{ij}=1} находится в алгебре смежности графа.

Пусть G есть k-регулярный граф диаметра D и с собственными числами матрицы смежности {\displaystyle k=\lambda _{0}>\lambda _{1}\geq \dots \geq \lambda _{n-1}}. Если G не двудолен:
{\displaystyle D\leq {\frac {\log {(n-1)}}{\log(k/\lambda )}}+1}

где
{\displaystyle \lambda =\max _{i>0}\{|\lambda _{i}|\}}.

## Генерация
Регулярный граф можно сгенерировать программой GenReg.